# Lê Uy Mục
Lê Uy Mục (* 1488; † 1509; eigentlicher Name: Lê Tuấn) war Kaiser Vietnams der Lê-Dynastie. Er herrschte von 1505 von 1509. Seine Herrschaft war von Tyrannei und Willkür geprägt. Seine Säuberungsaktionen von Staatsbeamten und Aristokraten schwächten den Staat nachhaltig. Er wurde durch eine Rebellion 1509 gestürzt und getötet. Sein Nachfolger wurde der Lê Tương Dực.

## Herkunft
Lê Uy Mục war der Sohn des Kaisers Lê Hiến Tông und einer versklavten Konkubine bäuerlicher Herkunft. Seine Mutter starb kurz nach seiner Geburt. Er wurde von einer anderen Konkubine seines Vaters Nguyen Kinh aufgezogen. Er wurde auf Wunsch seines Vaters zunächst bei der Thronfolge übergangen, sein Bruder Lê Túc Tông regierte jedoch weniger als sieben Monate und verstarb unter nicht aufgezeichneten Umständen. Lê Uy Mục und die Familien seiner Mutter und Ziehmutter missbilligten den Vorzug der seinem jüngeren Bruder gegeben worden war.

## Herrschaft
Lê Uy Mục wurde als siebzehnjähriger durch den Tod seines Bruders Monarch des Dai-Viet-Staates. Drei Monate nach seiner Machtübernahme begann er politische Gegner am Hofe töten zu lassen. Er begann dabei mit der Königsmutter seines Vaters, von der er Widerstand befürchtete. Lê Uy Mục brachte vor allem niederklassige Verbündete seiner Mütterfamilien und Eunuchen an den Hof und versuchte durch diese Adel und die konfuzianischen Gelehrtenschaft zu verdrängen. Ebenso bildete er eine neue Einheit zur Absicherung seines Palastes anstatt der bisherigen Palastwache.
Ihm wird Grausamkeit, Sadismus und Mordlust nachgesagt. Seine Soldaten plünderten seine Untertanen aus. Er selbst hat nach zeitgenössischen Berichten im Alkoholrausch mehrere Konkubinen ermordet.
Aufgrund seiner despotischen Regierungsführung wuchs der Widerstand gegen seine Herrschaft im Land. Aus Angst abgesetzt zu werden verhaftete er 1509 26 Prinzen des Hofes, seine Halbbrüder, Onkel und Cousins. Als eine Rebellion unter Führung eines Bruders des ermordeten Königsbruders gegen ihn ausbrach, ließ er die Gefangenen ermorden. Den Rebellen gelang es jedoch den Kaiser in der Hauptstadt zu besiegen und gefangen zu nehmen. Er wurde durch Gift hingerichtet. Sein Leichnam wurde aus einer Kanone geschossen.
Ein weiter Prinz der Dynastie und Teilnehmer an der Rebellion beerbte ihn und bestieg als Lê Tương Dực den Thron.
Lê Uy Mục erhielt im Volksmund den Beinamen teuflicher Herrscher. Seine Herrschaft und die seines Nachfolgers werden als eine Zeit des Niederganges der Lê-Dynastie und des imperialen Staates gesehen.